# 岳德荣
岳德荣（1955年—），山东五莲人，汉族，中华人民共和国政治人物、第十一届全国人民代表大会吉林地区代表。
毕业于吉林农业大学植物保护专业，是中共党员。曾经担任吉林省农业科学院院长、党委书记；吉林省植物保护学会副理事长；中国农业科技东北创新中心主任。2008年起担任全国人大代表。
2014年3月24日，中央纪委监察部网站消息，吉林省农科院院长、党委书记岳德荣涉嫌严重违纪，目前正接受组织调查。